# 알파 세포
α 세포(영어: α cell)는 이자의 랑게르한스섬에서 발견되는 내분비 세포이다. α 세포는 혈류의 혈당 수치를 높이기 위해 펩타이드 호르몬인 글루카곤을 분비한다.

## 같이 보기
- 이자
- β 세포
- δ 세포